# Блейд (фільм)
«Блейд» (англ. Blade) — американський фільм жахів, робоча назва якого «Блейд — вбивця вампірів» (Blade, the Vampire Slayer), був знятий за мотивом однойменної серії коміксів 70-х років від «Marvel Comics». В головній ролі — Веслі Снайпс.
Герой фільму Блейд — напівлюдина, напіввампір, який мститься кровососам за смерть своєї матері, укушеної ними під час вагітності.

## Сюжет
До лікарні доставляють вагітну жінку, укушену в шию. Її дитину лікарі відбирають. Минає багато років, один з жителів міста вирушає з повією до нічого клубу, що виявляється лігвом вампірів. Вони ледве не вбивають гостя, та на допомогу приходить темношкірий чоловік на прізвисько Блейд з мечем і обрізом, зарядженим срібними кулями. Він розправляється з вампірами та спалює живцем власника клубу Квінна.
Обвуглений труп Квінна доставляють до моргу, де гематолог Карен Дженсон з колегою Картісом Веббом зауважує, що в мерця дивний склад крові. Несподівано труп оживає та нападає на навколишніх людей, випиваючи з них кров і відновлюючи себе. Блейд прибуває до лікарні та виявляє, що Карен вкушена вампіром. Він забирає її до свого сховку в автомайстерні, де робить ін'єкцію часнику, що перешкоджає перетворенню жінки на вампіресу. Його друг Абрахам Вайстлер обіцяє, що уб'є Карен, якщо ін'єкція не подіє вчасно. Абрахам пояснює Карен, що він з Блейдом ведуть таємну боротьбу проти вампірів, використовуючи проти них сонячне світло, срібло та часник. Блейд успадкував від укушеної матері вампірські здібності, але не має їхніх слабкостей та жаги пити кров завдяки болісним ін'єкціям витяжки з крові убитих вампірів.
Тим часом старійшини вампіри радяться чи піти їм на співпрацю з людськими урядами задля легкої поживи. Диякон Фрост заявляє, що люди лише їжа. З нього глузують, бо Фрост напіввампір, тоді він убиває кількох старійшин, демонструючи надзвичайну навіть для вампірів силу. Решта погоджуються з його задумом правити людством.
Коли Карен прибуває додому, на неї нападає поліцейський Крігер, який працює на вампірів. Блейд примушує Крігера розповісти про плани вампірів — дістатися до архіву, що містить сторінки Книги Еребуса. В пошуках книги Блейд відвідує товстого вампіра Перла, котрого мучить ультрафіолетовим світлом. Вампір зізнається, що Фрост хоче розпорядитися ритуалом пробудження бога крові Ла Маґра. Для цього потрібно зібрати 12 чистокровних вампірів і кров Блейда. Пізніше Крігер повідомляє Фросту про свою зустріч із Блейдом і Фрост убиває поліцейського як зрадника.
Сироватка з кожним разом слабше діє на Блейда, спричиняючи жагу людської крові. Карен синтезує вакцину, яка може вилікувати інфікованих, але виявляє, що вона не працює на гібридах людини та вампіра, таких як Блейд. Проте ця ж речовина згубно діє на самих вампірів, розриваючи їхні тіла. В той час Фрост на чолі групи вампірів атакують криївку Блейда, коли його немає на місці. Вони викрадають Карен і кусають Абрахама. Коли Блейд повертається, Абрахам просить дати йому зброю, щоб застрелитись. Блейд виконує його прохання та вирушає помститися, взявши всі шприци з вакциною. Фрост же розшукує 12 чистокровних вампірів, яких силоміць забирає для церемонії.
Коли Блейд намагається врятувати Карен з маєтку Фроста, він з подивом виявляє там свою матір, яка перебуває на боці вампірів. Вона називає справжнє ім'я Блейда — Ерік і заявляє, що Фрост, укусивши її, дав їй нове краще життя. Фрост паралізує героя електрошоком і відправляє на церемонію призову Ла Маґра.
Фрост дорікає Блейду за те, що він зрадив вампірів, хоча міг привести їх до панування завдяки своїм здібностям. Карен кидають у яму, щоб її зжер Вебб, який перетворився на зомбі внаслідок укусу Фроста. Карен ранить Вебба гострою кісткою однієї з його жертв і тікає. Тим часом Фрост виконує ритуал, почавши викачувати кров з прикованого до каменя Блейда. Між вампірами спалахує суперечка чи можна довіряти Фросту, бо він може привласнити силу Ла Маґра. Карен визволяє Блейда та примушує його випити свою кров аби відновити сили.
Ритуал звільняє духи жертв-вампірів, які Фрост поглинає, що робить його самого чистокровним. Мати нападає на Блейда, але той пронизує її уламком кістки та знищує, після чого вирушає за Фростом. На шляху він убиває Квінна, в якого забирає втрачені раніше темні окуляри. В поєдинку з Фростом, герой майже зазнає поразки, але згадує про шприци з сироваткою та вколює їх усі в лиходія. Це розриває Фроста на частини.
Згодом Карен пропонує допомогти Блейду в пошуках ліків від вампіризму, але він просить її створити нову сироватку, щоб продовжити боротьбу з уцілілими вампірами. В короткому епілозі вампір знаходить собі чергову жертву в Москві, та Блейд несподівано прибуває на порятунок.

## У ролях
- Веслі Снайпс — Ерік Брукс / Блейд
- Стівен Дорфф — Диякон Фрост
- Кріс Крістофферсон — Абрахам Вайстлер
- Н'Буш Райт — Карен Дженсон
- Донал Лоуг — Квін
- Удо Кір — Гітано Драгонетті
- Санаа Латан — Ванесса Брукс
- Трейсі Лордс — Ракель

## Українське багатоголосе закадрове озвучення

### Багатоголосе закадрове озвучення студіїТак Треба Продакшнна замовлення телеканалуICTV
Ролі озвучували: Юрій Гребельник, Володимир та Дмитро Терещуки та Наталя Поліщук

## Цікавинки
- Касові збори в США — $70 000 000, в інших країнах — $42 600 000.
- Картина знімалася в Лондоні (Велика Британія), Лос-Анджелесі (США) і Ванкувері (Канада).
- У фільмі згадується Біблія вампірів — священна «Книга Erebusa». Еребус, відповідно до грецької міфології, є богом темряви.
- Було пораховано число жертв в цьому фільмі — 88 осіб.

## Нагороди і номінації
- 1999 — номінація на премію «Сатурн» у категорії «найкращий фільм жахів»
- 1999 — премія «MTV Movie Awards» у категорії «найкращий лиходій» (Стівен Дорфф)
- 1999 — номінація на премію «MTV Movie Award» в категорії «найкращий поєдинок» (Веслі Снайпс)